# Minucia finitima
Minucia finitima är en fjärilsart som beskrevs av Hans Daniel Johan Wallengren 1856. Minucia finitima ingår i släktet Minucia och familjen nattflyn. Inga underarter finns listade i Catalogue of Life.